# Glipa oculata
Glipa oculata är en skalbaggsart som först beskrevs av Thomas Say 1835.  Glipa oculata ingår i släktet Glipa och familjen tornbaggar. Inga underarter finns listade i Catalogue of Life.